# Стефан-Моріс Бонго-Нуарра
Стефан-Моріс Бонго-Нуарра (фр. Stéphane Maurice Bongho-Nouarra; 6 червня 1937 — 7 жовтня 2007) — конголезький державний і політичний діяч, одинадцятий прем'єр-міністр Республіки Конго.

## Біографія
Початкову освіту здобував у Браззавілі й Овандо. 1 жовтня 1951 року вступив до військової школи в Браззавілі. Після того навчався у Франції, повернувшись на батьківщину 1963 року.
Після повернення Бонго-Нуарра очолив департамент сільськогосподарського проєктування в Пуент-Нуар. Потім він став членом Всесвітньої федерації молодих лідерів та підприємців та в Оклахомі був обраний її головою. Також він очолював конголезький Національний олімпійський комітет. Від 1964 до 1965 року був головою Економічної та соціальної ради, після чого 1966 року отримав пост державного секретаря сільського господарства, тваринництва, водних і лісових ресурсів в адміністрації президента Альфонс Массамба-Деба.
У січні 1968 року Бонго-Нуарра очолив міністерство сільського господарства, а також отримав портфель міністра громадських робіт, житлового господарства й транспорту. Невдовзі, однак, президент Маріан Нгуабі усунув його від державних посад через розбіжності в поглядах. Після того він зайняв адміністративну посаду в сільськогосподарській школі, проте в серпні 1970 року його було звинувачено в організації антиурядової змови та засуджено до десяти років ув'язнення. В ув'язнення Бонго-Нуарру катували, а 1971 року звільнили за станом здоров'я. Після того він залишив країну та виїхав до Франції, де вилікувався та став консультантом багатьох французьких і швейцарських компаній. 1977 року він повернувся до Конго в якості бізнесмена, та, зазнавши тиску з боку влади, був вимушений знову вирушити у вигнання та проживав у Франції до 1990 року.
Повернувшись на батьківщину на хвилі переходу до багатопартійної системи, Бонго-Нуарра став почесним головою Партії реконструкції та розвитку Конго (ПРРК). 1991 року його було обрано другим заступником голови Національної конференції, що стало ознакою переходу до багатопартійних виборів. За результатами виборів 1992 року його було обрано до лав Національної асамблеї. В той час він був національним координатором Національного альянсу за демократію (НАД), коаліції партій, що підтримали кандидатуру Паскаля Ліссуби в першому турі президентських виборів 1992 року.
Після перемоги Ліссуби на виборах він призначив Бонго-Нуарру на пост прем'єр-міністра. Відповідно до висловлювань самого Бонго-Нуарри його уряд був «військовим кабінетом», і він пообіцяв «широкий наступ» на проблеми держави.
Керівництво КПП було незадоволене малою кількістю місць, що їх надав представникам партії Бонго-Нуарра в своєму кабінеті. Було сформовано об'єднання опозиційних сил, завдяки зусиллям якого Бонго-Нуаррі та його урядові 31 жовтня 1992 року було висловлено вотум недовіри. Президент був змушений призначити на пост голови уряду представника опозиції, втім це спричинило значні заворушення в суспільстві, а також серед військовиків. Зрештою 3 грудня було сформовано уряд національної єдності, який очолив Клод-Антуан Да-Коста.
1993 року він знову координував коаліцію партій, що підтримувала партію Ліссуби на парламентських виборах. Також він продовжував обіймати високі державні посади, зокрема був державним міністром, спеціальним представником президента і головою Соціокультурного комітету, пізніше отримав пост міністра оборони. Залишив країну під час громадянської війни, втім тимчасово повернувся для участі в національному діалозі 1998 року. Перебуваючи у вигнанні, підтримував групу Патріотичний фронт за діалог і національне примирення (ПФДНП), що закликав до миру, але не заперечував легітимності президентства Дені Сассу-Нгессо.
Бонго-Нуарра жив у Брюсселі, де й помер 7 жовтня 2007 року. Сассу-Нгессо назвав його смерть «великою втратою». Тіло колишнього прем'єр-міністра було поховано на браззавільському цвинтарі 22 жовтня того ж року.